# Joseph Ludwig Colmar
Joseph Ludwig Colmar (Strasbourg, 22 juin 1760 - Mayence, 15 décembre 1818) fut le premier évêque de Mayence après le concordat de 1801 et la sécularisation de 1803.

## Biographie
Après des études de philosophie et de théologie, Colmar est ordonné prêtre le 20 décembre 1783 à Strasbourg au titre du diocèse de Strasbourg.
Prêtre réfractaire, il trouva refuge chez Louise Humann pendant la Terreur. Cette strasbourgeoise, qui était la sœur aînée de Georges Humann, avait elle-même étudié la théologie et la philosophie.
Il est nommé en 1802 par Bonaparte à la tête du diocèse de Mayence, où Louise le rejoint. Il est consacré le 24 août de la même année par Charles Mannay avec comme co-consécrateurs Jean-Eléonor Montanier de Belmont et Jean-Baptiste Duvoisin. Amateur d'Art, il réussit à sauver de la destruction la Cathédrale Saint-Martin de Mayence et ses stalles rococo. Il persuada aussi l'empereur des Français de ne pas démolir la  cathédrale de Spire après la sécularisation de 1803.
Le nouveau diocèse fut divisé par Colmar le juin 1803 en quatre arrondissements ou archiprêtrés, comprenant trente-huit curés cantonaux et deux cent neuf succursales. Cette division du diocèse fut approuvée le 17 du même mois par le premier Consul:
1. Arrondissement de Mayence 12 curés cantonaux et 68 succursales.
2. Arrondissement de Spire 10 curés cantonaux et 85 succursales.
3. Arrondissement de Kaiserslautern 8 curés cantonaux et 18 succursales.
4. Arrondissement de Deux-Ponts 8 curés cantonaux et 38 succursales.

De ces paroisses, 78 faisaient partie jadis du diocèse de Mayence, 74 de celui de Spire, ll5 de celui de Worms et 20 de celui de Metz.
La vie de Colmar a été tellement mêlée à celle de Bruno Franz Leopold Liebermann Directeur du Grand Séminaire de Mayence, que l'histoire ne saurait les séparer. Le bâtiment de couvent des ermites Augustins demi ruiné fut le lieu pour une grand séminaire. Le Concordat venait de lui donner le droit de songer à cette création. Pour remplacer les portes et les fenêtres qui avaient été détruites, on en quêtait de vieilles dans la ville afin de rendre habitable l'intérieur de l'édifice. Des difficultés sans nombre restaient à surmonter. Lors de son arrivée à Mayence, fin septembre 1804, Napoléon avait bien accordé une rente de 4 000 francs, laquelle, au milieu des troubles de l'époque, n'était pas encore disponible. Les travaux furent assez avancés en automne 1805, pour que Colmar pût en annoncer l'ouverture et la rentrée pour le 30 octobre.
Les élèves furent d'abord au nombre de dix-huit, originaires de Mayence, de Spire et de l'Alsace. Les ressources de la maison étaient si restreintes encore, qu'une partie des élèves dut être logée en ville, et que l'évêque fit appel à la charité des habitants de la rue des Augustins, pour offrir à dîner aux élèves. Des domestiques pieuses, venues de l'Alsace, firent le service gratuitement pour l'amour de Dieu. Des prêtres dévoués qui avaient accepté les fonctions de professeurs, les uns ne touchaient que 50 florins par an, les autres 100. Un professeur distingué de théologie n'avait reçu pendant plusieurs années, que 200 florins.
Du bon grain semé par ces pasteurs d´élite le cercle de Mayence sortirent ces générations d'hommes énergiques, dont l’union finit par triompher des divers assauts, livrés par les princes allemands à l'Église dans le courant du XIXe siècle, et en dernier lieu par forcer Bismarck à renoncer à son Kulturkampf.
Le grand et le petit séminaire de Mayence avaient été fermés en 1829, avant la nomination du successeur de Colmar.
«L'abbé Colmar disait souvent la messe dans une maison que la Congrégation des Filles de Charité a convertie depuis en un asile pour les servantes, rue des Échasses, sous le vocable de saint Arbogast. J'étais possesseur du crucifix en cuivre, dont il se servait en administrant les malades, sous toute espèce de déguisement. J'en ai fait don à Mgr l'Évêque de Mayence.»
(Communiqué par M. le chanoine Joseph Guerber.)

## Hommage, Honneurs, Mentions,...
Colmar  était Baron de l'Empire français, chevalier de la Légion d'honneur. Lorsque Mayence échut en partage au Grand Duché de Hesse, il reçut la grande Croix de l'ordre du Mérite du Hesse-Darmstadt Ordre de Louis de Hesse.